# هوانگ سان-هونگ
هوانگ سان-هونگ (انگلیسی: Hwang Sun-hong؛ زادهٔ ۱۴ ژوئیهٔ ۱۹۶۸) بازیکن سابق و مربی اهل کره جنوبی است.
از باشگاه‌هایی که در آن بازی کرده‌است می‌توان به بایر لورکوزن، چونام دراگونز، پوهانگ استیلرز، و سون سامسونگ اشاره کرد.
وی همچنین در تیم ملی فوتبال کره جنوبی بازی کرده‌است و در چهار جام جهانی ۱۹۹۰، ۱۹۹۴، ۱۹۹۸ و ۲۰۰۲ عضو این تیم بود.